# Jiyun
Le Jiyun (chinois : 集韻/集韵 ; pinyin : Jíyùn ; Wade : Chi-yün ; litt. « rimes collectées ») est un dictionnaire de rimes chinois publié en 1037 durant la dynastie Song. Le rédacteur en chef Ding Du (丁度) avec l'aide d'autres poètes a ainsi étendu et révisé le Guangyun. Selon Teng et Biggerstaff, il est possible que Sima Guang ait complété ce texte en 1067. Le Jiyun est composé de 53 525 caractères, soit environ deux fois plus que le Guangyun, et environ 206 groupes de rimes.